# Украинцы в Болгарии
Украинцы в Болгарии (болг. Украинци в България, укр. Українці в Болгарії) — одна из этнических общин на территории Болгарии, которая сложилась преимущественно в новейшее время. Согласно официальным данным переписи, численность граждан Болгарии украинского этнического происхождения — 1789 человек.

## История
Постоянная украинская эмиграция на территории Болгарии появилась во времена Запорожской и Задунайской Сечи, в частности в 1820-х годах группа казаков поселилась в приморском селе Бяла, потомки которых жили здесь до начала XX века.
С восстановлением болгарской государственности в 1878 году здесь постоянно находятся украинцы — члены торговых и военных миссий Российской империи. После победы в Болгарии германофильських сил здесь поселился известный украинский ученый Михаил Драгоманов, где преподавал в Софийском университете, и похоронен в Софии. Здесь же неоднократно бывала поэтесса Леся Украинка.
Украинская община сформировалась в Болгарии после Первой мировой войны. В период между мировыми войнами время здесь издавались украинские журналы, действовали общества, здесь же творил выдающийся украинский скульптор Михаил Паращук, который спроектировал здание Софийского государственного университета.

### Современность
По данным последней переписи населения в Болгарии проживает 1,79 тыс. этнических украинцев.
Украинцы является новой этнической составляющей в структуре болгарского общества. Основные места проживания: г. София, Варна, Бургас, Плевен, Добрич.
В Софийском университете им. Климента Охридского на филологическом факультете функционирует отделение украинистики. Ведется работа по восстановлению работы Украинской воскресной школы при Посольстве Украины в Болгарии.
Обеспечение прав и интересов украинского и других меньшинств в Болгарии определяется Рамочной конвенцией защиты национальных меньшинств, к которой Болгария присоединилась в 1999 г. Законодательство Болгарии не предусматривает создание самоуправления национальных меньшинств, лишает украинское общество возможности не только пользоваться определенными преференциями со стороны государства, но и претендовать на государственное финансирование своей деятельности.
С 1998 г. Частным издателем В. Жукивским выпускается интернет-издание на украинском и болгарском языках «Болгарско-украинские вести».
Большинство украинцев в Болгарии являются православными христианами.

## Украинские организации и общественные объединения в Болгарии
Среди украинских организаций в Болгарии можно выделить основные:
- Болгарско-украинский фонд «Мать-Украина», г. София. Год основания - 2000 г.
- Молодежное отделение фонда «Мать-Украина», г. София. Председатель - Красимир Панковский
- Общество «Диаспора-Украина», г. Бургас. Год основания - 2003 г.
- Общество «Добруджа-Украина», г. Добрич. Год основания - 2004 г.
- Общество «Украинский дом», г. Силистра. Год основания - 2004 г.
- Содружество украинцев в Болгарии "Украинская диаспора", г. Варна. Год основания 2014. Председатель - Евгения Волкова.

### Украинская воскресная школа в г. София
Украинская воскресная школа была создана при фонде «Мать Украина» в 2002 г.
Занятия посещают не только украинцы, но и болгары, что обусловило особый подход к преподаванию украинского языка - украинского как иностранного. Базовой методикой обучения была коммуникативная методика. Дважды в год проводились тестирования. Учебный процесс включал следующие компоненты: языковедческий, страноведческой, культурологические, информационный.
В честь 165-летия со дня рождения украинского ученого М. П. Драгоманова украинская воскресная школа выступила с инициативой провести в сентябре 2006 г. научную конференцию «Драгомановские исследования», в которой присоединились фонд «Мать Украина», Посольство Украины в Болгарии, отделение украинистики Софийского университета. Участники конференции поддержали предложение председателя оргкомитета сделать конференцию ежегодной и начинать обучение в Украинской воскресной школе.
Благодаря усилиям Посольства Украины, финансовой поддержке Министерства иностранных дел Украины вышел сборник материалов трех проведенных конференций «Драгомановские исследования» (2006, 2007, 2008 гг.), презентация которого состоялась 21 февраля 2009 г. в рамках празднования Международного дня родного языка в помещении Посольства Украины.

## Численность и доля

### Перепись в 2001 году
Численность и доля украинцев по данным переписи населения в 2001 году, по областям:
| Область                  | Численность | Доля в целом население (в %) |
| Всего                    | 2 489       | 0.031                        |
| ------------------------ | ----------- | ---------------------------- |
| Благоевградская область  | 78          | 0.022                        |
| Бургасская область       | 185         | 0.043                        |
| Варненская область       | 208         | 0.045                        |
| Великотырновская область | 113         | 0.038                        |
| Видинская область        | 40          | 0.030                        |
| Врацкая область          | 55          | 0.022                        |
| Габровская область       | 45          | 0.031                        |
| Добричская область       | 74          | 0.034                        |
| Кырджалийская область    | 20          | 0.012                        |
| Кюстендилская область    | 34          | 0.020                        |
| Ловечская область        | 29          | 0.017                        |
| Монтанская область       | 46          | 0.025                        |
| Пазарджикская область    | 61          | 0.019                        |
| Перникская область       | 44          | 0.029                        |
| Плевенская область       | 72          | 0.023                        |
| Пловдивская область      | 197         | 0.027                        |
| Разградская область      | 23          | 0.015                        |
| Русенская область        | 93          | 0.034                        |
| Силистренская область    | 32          | 0.022                        |
| Сливенская область       | 35          | 0.016                        |
| Смолянская область       | 27          | 0.019                        |
| Софийская область        | 59          | 0.021                        |
| София—город              | 571         | 0.048                        |
| Старозагорская область   | 109         | 0.029                        |
| Тырговиштская область    | 21          | 0.015                        |
| Хасковская область       | 51          | 0.018                        |
| Шуменская область        | 95          | 0.046                        |
| Ямболская область        | 72          | 0.046                        |